# Aricia semiallous
Aricia semiallous är en fjärilsart som beskrevs av Harrison 1906. Aricia semiallous ingår i släktet Aricia och familjen juvelvingar. Inga underarter finns listade i Catalogue of Life.